# Перафита (Португалия)
Перафита (порт. Perafita) — район (фрегезия) в Португалии, входит в округ Порту. Является составной частью муниципалитета Матозиньюш. Находится в составе крупной городской агломерации Большой Порту. По старому административному делению входил в провинцию Дору-Литорал. Входит в экономико-статистический субрегион Большой Порту, который входит в Северный регион. Население составляет 12 298 человек на 2001 год. Занимает площадь 9,47 км².